# Équipe du Sénégal de rugby à XV
L'équipe du Sénégal de rugby à XV rassemble les meilleurs joueurs de la République du Sénégal et est membre de Rugby Afrique. Elle est engagée en Silver Cup, le deuxième niveau de la Coupe d'Afrique.
Sa fédération est présidée par Maître Guédel Ndiaye. Elle comptait 6700 licenciés en 2014. 
Le Sénégal occupe la 44e place du classement World Rugby avant le début de l'édition 2018 de la Coupe d'Afrique.

## Palmarès

### En Coupe d'Afrique
- 2006 : 2e de la poule C
- 2007 : 3e et dernier de la poule B
- 2008-2009 : 3e du tournoi intermédiaire
- 2011 : vainqueur de la division 1C
- 2012 : 3e de la Division 1B
- 2013 : 3e de la Division 1B
- 2014 : 3e de la Division 1B
- 2015 : 3e de la Division 1B
- 2016 : 1er de la division 1B (promu)
- 2017 : 6e et dernier de la Gold Cup (relégué)
- 2022 : Quart de finaliste

### En Coupe du Monde
- 1987 : non qualifié
- 1991 : non qualifié
- 1995 : non qualifié
- 1999 : non qualifié
- 2003 : non qualifié
- 2007 : non qualifié
- 2011 : non qualifié
- 2015 : non qualifié

## Joueurs emblématiques
- Yogane Corréa (deuxième ligne). Sélectionné aussi avec les Léopards (sélection africaine)
- Antoine Laporte (pilier/talonneur)
- Mohamadou Diarra (Centre/Ailier)
- Magname Koïta (deuxième ligne)

## L'équipe actuelle

### Avants
| Fernandez Correa   | 27 novembre 1997  |        | RC Massy Essonne           | Pro D2      | x |
| Sadio Traoré       | 9 juin 1991       |        | CM Floirac                 | Nationale 2 |   |
| Ousmane N'Diaye    | 27 février 1988   |        | Saint-Denis US             | Fédérale 1  | x |
| Semou Diam         |                   |        | Saint-Denis US             | Fédérale 1  | x |
| Talonneur          |                   |        |                            |             |   |
| Kaba Cissé         | 12 octobre 1999   |        | C' Chartres Rugby          | Fédérale 1  | x |
| Moustapha N'Diaye  |                   |        | RC du Pays de Saint-Yrieix | Fédérale 2  | x |
| Deuxième ligne     |                   |        |                            |             |   |
| Kaman Gassama      | 6 septembre 2000  |        | RC Massy Essonne           | Pro D2      | x |
| Youssouf Yatera    |                   |        | RC Suresnes                | Nationale   | x |
| Tony Lanauve       | 26 janvier 1995   |        | RC Nîmes                   | Nationale 2 | x |
| Lamine Silla       | 17 décembre 1995  |        | Saint-Denis US             | Fédérale 1  | x |
| Khadim M'Bodji     | 1er décembre 1992 | 0? (?) | Avenir castanéen           | Fédérale 1  |   |
| Mouhamed Samba     | 10 août 1985      |        | RC du Pays de Saint-Yrieix | Fédérale 2  | x |
| Abou Sall          |                   | 0? (?) | CS Gennevilliers           | Fédérale 2  |   |
| Troisième ligne    |                   |        |                            |             |   |
| Abdelkarim Fofana  | 16 février 1996   |        | Rouen NR                   | Pro D2      | x |
| Khadim Cissé       | 7 janvier 1995    |        | Lyons Piacenza             | Top 10      | x |
| Mokhtar Sougoufara | 9 septembre 1990  |        | AAS Sarcelles              | Fédérale 1  | x |

### Arrières
| Nom                    | Naissance        | Sélections (Pts marqués) | Club              | Championnat      | In               |               |
| Demi de mêlée          | Demi de mêlée    | Demi de mêlée            | Demi de mêlée     | Demi de mêlée    | Demi de mêlée    | Demi de mêlée |
| Demi d'ouverture       | Demi d'ouverture | Demi d'ouverture         | Demi d'ouverture  | Demi d'ouverture | Demi d'ouverture |               |
| ---------------------- | ---------------- | ------------------------ | ----------------- | ---------------- | ---------------- | ------------- |
| Aldric Folliot         | 5 mai 1989       |                          | ASV Lavaur        | Fédérale 1       | x                |               |
| Centre                 |                  |                          |                   |                  |                  |               |
| Ailier - Arrière       |                  |                          |                   |                  |                  |               |
| Mamadou N'Diaye        | 1er juin 1998    |                          | C' Chartres Rugby | Fédérale 1       | x                |               |
| Cheikhou Danfakha      | 27 mars 1995     |                          | Le Havre AC       | Fédérale 2       | x                |               |
| Georges Pompidou Mendy | 1995             |                          | Le Havre AC       | Fédérale 2       | x                |               |

- La colonne In indique les joueurs actuellement sélectionnés.

## Statistiques sur les matches

### Résultats des matchs
Le tableau suivant indique le résultat des matchs contre tous les adversaires de l'équipe du Sénégal.
| Compétition                       | Hôtes          | Adversaires   | Résultat | Lieu         | Date       |
| --------------------------------- | -------------- | ------------- | -------- | ------------ | ---------- |
| Coupe d'Afrique 1B 2016 Finale    | Tunisie        | Sénégal       | 14-15    | Monastir     | 11.11.2016 |
| Coupe d'Afrique 1B 2016           | Madagascar     | Sénégal       | 24-30    | Antananarivo | 19.06.2016 |
| Coupe d'Afrique 1B 2016           | Zambie         | Sénégal       | 3-54     | Antananarivo | 15.06.2016 |
| Eliminatoires Coupe du Monde 2007 | Sénégal        | Nigeria       | 48-6     | Dakar        | 12.03.2005 |
| Eliminatoires Coupe du Monde 2007 | Cameroun       | Sénégal       | 0-6      | Douala       | 26.03.2005 |
| Eliminatoires Coupe du Monde 2007 | Sénégal        | Zambie        | 22-12    | Dakar        | 28.05.2005 |
| Eliminatoires Coupe du Monde 2007 | Zambie         | Sénégal       | 6-13     | Lusaka       | 04.06.2005 |
| Eliminatoires Coupe du Monde 2007 | Zimbabwe       | Sénégal       | 21-15    | Harare       | 25.06.2005 |
| Eliminatoires Coupe du Monde 2007 | Sénégal        | Côte d'Ivoire | 6-20     | Dakar        | 09.07.2005 |
| Coupe d'Afrique 2006              | Sénégal        | Cameroun      | 20-6     | Dakar        | 08.04.2006 |
| Coupe d'Afrique 2006              | Afrique du Sud | Sénégal       | 84-5     | Durban       | 10.06.2006 |